# Elecciones presidenciales de Ecuador de 2006
Las elecciones presidenciales de Ecuador de 2006 se realizaron mediante dos vueltas electorales. La primera vuelta electoral se dio el domingo 15 de octubre de 2006, con lo cual solo dos candidatos fueron calificados a la segunda vuelta. Álvaro Noboa quedó en primer lugar en la primera ronda con el 26% de los votos. Sin embargo, al no conseguir la mayoría absoluta tuvo que enfrentarse a Rafael Correa en la segunda vuelta que se celebró el domingo 26 de noviembre de 2006. En la segunda vuelta, Rafael Correa fue elegido presidente de Ecuador con el 56,67% de los votos válidos.

## Antecedentes
En el 2005, ante acusaciones de autoritarismo, corrupción, nepotismo y violación a la constitución al destituir a los integrantes de la Corte Suprema de Justicia, el presidente Lucio Gutiérrez abandonó el poder político al perder el apoyo de las FF.AA. frente a las masivas protestas y manifestaciones civiles en las principales ciudades del país, denominada como la Rebelión de los Forajidos, asumiendo el vicepresidente Alfredo Palacio, quién prometió realizar cambios políticos siguiendo el mandato popular bajo el que fue elegido Gutiérrez, pero no pudo debido al bloqueo político dentro del Congreso Nacional, provocando insatisfacción en la población.
En la etapa preelectoral surgieron los nombres de: León Roldós, excandidato presidencial quien había creado una imagen de ser distinto a los políticos tradicionales sin ser un radical; Cynthia Viteri, vicepresidenta del Congreso quien posesionó a Palacio, Álvaro Noboa, el dos veces finalista presidencial y el ministro de economía de Palacio Rafael Correa, quién obtuvo popularidad al renunciar a su cargo al tener discrepancias con Palacio sobre el manejo de la economía nacional, proponiendo la renegociación de la deuda externa y un modelo socialista cercano al de la Revolución Bolivariana de Hugo Chávez. Sorpresivamente, el derrocado Gutiérrez regresó al país meses luego de su salida del poder con intenciones de postularse a la presidencia y de enfrentar a la justicia, por lo que fue encarcelado por 6 meses. Su hermano, Gilmar Gutiérrez se postuló en su reemplazo.

### Precandidaturas Retiradas
| Lista | Partido / Movimiento                            | Partido / Movimiento                            | Presidente         | Vicepresidente | Fecha de Retiro         | Motivo de Retiro         |
| ----- | ----------------------------------------------- | ----------------------------------------------- | ------------------ | -------------- | ----------------------- | ------------------------ |
| 17    |                                                 | Partido Socialista-Frente Amplio                | Enrique Ayala Mora |                | 9 de septiembre de 2006 | Alianza con Alianza País |
| 24    | Movimiento Despertar Cívico                     | Movimiento Despertar Cívico                     | Franklin Muñoz     | Luis Burgos    | 6 de septiembre de 2006 | Descalificado            |
| 39    | Movimiento Conciliación Nacional                | Movimiento Conciliación Nacional                | Marcelo Aguinaga   | Jorge Norero   | 6 de septiembre de 2006 | Descalificado            |
| 40    | Movimiento Revolución Pacífica                  | Movimiento Revolución Pacífica                  | Pedro Roura        | Wladimir Roura | 6 de septiembre de 2006 | Descalificado            |
| 56    | Movimiento Independiente Patriótico Ecuatoriano | Movimiento Independiente Patriótico Ecuatoriano | Julio Pincay       | Glenda García  | 6 de septiembre de 2006 | Descalificado            |
| -     | Movimiento Libertario                           | Movimiento Libertario                           | Eduardo Maruri     | -              | 7 de febrero del 2006   | Decisión Personal        |

## Candidaturas
Los siguientes fueron los binomios presidenciables inscritos oficialmente en el Tribunal Supremo Electoral, detallando sus cargos más representativos y lema de campaña.
Se específica el partido, movimiento o alianza política que patrocinaron a los candidatos como fueron inscritos en el Tribunal Supremo Electoral, incluyendo además los partidos nacionales inscritos en el TSE que apoyaron las candidaturas, siendo estos ordenados de acuerdo al número de lista:
| Lista | Partido / Movimiento | Partido / Movimiento                               | Presidente                         | Cargos importantes                                        | Vicepresidente                       | Cargos importantes                                | Eslogan                        |
| ----- | -------------------- | -------------------------------------------------- | ---------------------------------- | --------------------------------------------------------- | ------------------------------------ | ------------------------------------------------- | ------------------------------ |
| 3     |                      | Partido Sociedad Patriótica                        | Gilmar Gutiérrez Borbúa (PSP)      | Diputado por Napo (2003 - 2006)                           | Leonardo Escobar Bravo (PSP)         | Ministro de Agricultura (2004-2005)               |                                |
| 4     |                      | Concentración de Fuerzas Populares                 | Jaime Damerval Martínez (Ind.)     | Ministro de Gobierno (2004 - 2005)                        | Lida Moreno Badillo (Ind.)           | Socióloga                                         | Ponle otra raya al tigre       |
| 6     |                      | Partido Social Cristiano                           | Cynthia Viteri Jiménez (PSC)       | 1.ª Vicepresidenta del Congreso Nacional (2005 - 2006)    | Ernesto Dávalos Salazar (Ind.)       | Economista                                        | Ponle el Ecuador en tu corazón |
| 7     |                      | Partido Renovador Institucional Acción Nacional    | Álvaro Noboa Pontón (PRIAN)        | Presidente de la Junta Monetaria (1996 - 1997)            | Vicente Taiano Álvarez (PRIAN)       | Diputado por Guayas (2003 - 2006)                 | Adelante Ecuador, Adelante     |
| 10    |                      | Partido Roldosista Ecuatoriano                     | Fernando Rosero González (PRE)     | Contralor General del Estado (1996 - 1997)                | Susy Mendoza Salazar (Ind.)          | Subsecretaria de Comercio Exterior                |                                |
| 12 29 |                      | Izquierda Democrática Red Ética y Democracia       | León Roldós Aguilera (RED)         | Vicepresidente de la República (1981 - 1984)              | Ramiro González Jaramillo (ID)       | Prefecto de Pichincha (2000 - 2006)               | El Cambio que tú quieres       |
| 14    |                      | Integración Nacional Alfarista                     | Carlos Sagnay de la Bastida (Ind.) | Miembro del Consejo Administrativo de Petroecuador (2005) | Jeannette Benavides Reinozo (Ind.)   | Activista social                                  |                                |
| 15    |                      | Movimiento Popular Democrático                     | Luis Villacís Maldonado (MPD)      | Diputado por Pichincha (2003 - 2006)                      | César Buelva Yasaca (MPD)            | Diputado por Chimborazo (1994 - 1996)             |                                |
| 18    |                      | Pachakutik                                         | Luis Macas Ambuludí (MUPP)         | Ministro de Agricultura (2003 - 2004)                     | César Sacoto Guzmán (Ind.)           | Dirigente Político                                |                                |
| 28    |                      | Movimiento Revolucionario de Participación Popular | Lenin Torres Pastor (MRPP)         | Teniente de Artillería del Ejército                       | María Magdalena Pareja Cortez (Ind.) | Activista social                                  |                                |
| 34    |                      | Movimiento Reivindicación Democrática              | Marco Proaño Maya (MRD)            | Vicepresidente del Congreso Nacional (1994 - 1995)        | Galo Cabanilla Guerra (Ind.)         | Presidente del Colegio de Economistas del Guayas  |                                |
| 35 17 |                      | Alianza PAIS Partido Socialista-Frente Amplio      | Rafael Correa Delgado (PAIS)       | Ministro de Economía y Finanzas (2005)                    | Lenín Moreno Garcés (PAIS)           | Director Nacional de Discapacidades (2001 - 2004) | La Patria Vuelve               |
| 44    |                      | Alianza Tercera República                          | Marcelo Larrea Cabrera (ALBA)      | Periodista                                                | Miguel Morán González (Ind.)         | Dirigente Comuntario                              |                                |

## Campaña electoral
Al igual que en las elecciones del 2002, la campaña electoral se centró en la instauración de un cambio político profundo, el fin de la corrupción y el surgimiento de nuevas figuras políticas y nuevos partidos políticos, marcando un desencanto de la población por los partidos tradicionales, por lo que la mayoría de los candidatos proponían un proyecto político de cambio y renovación generacional. Los candidatos presidenciales fueron:

### Rafael Correa - Alianza PAIS - Partido Socialista-Frente Amplio, listas 35 - 17
Rafael Correa, economista, exministro de economía en el gobierno saliente de Alfredo Palacio, presentado por el nuevo movimiento Alianza PAIS, conformado por nuevas figuras políticas e intelectuales de izquierda como Ricardo Patiño, Alberto Acosta, Fernando Bustamante y también personajes políticos antiguos como son Gustavo Larrea, Alfredo Vera y Guadalupe Larriva.
La candidatura se presentó en alianza con el Partido Socialista - Frente Amplio, presentando una propuesta de implementar una revolución política en el país, afirmando que todo el sistema político era corrupto y que el manejo económico y político de lo que denominó Correa "la larga noche neoliberal" era responsable de la inestabilidad del país, proponiendo una Asamblea Constituyente inmediatamente luego de llegar al poder, probando la seriedad de su propuesta al no presentar su movimiento candidatos a diputados. Recibió el apoyo del Movimiento Ciudadanos Nuevo País.
Faltando pocos días para la inscripción de candidaturas, Correa seleccionó a Lenín Moreno, exdirector nacional de discapacidades y expresidente de la Cámara de Turismo del Ecuador, como su binomio, habiéndole encargado a las bases de su movimiento la elección del candidato a vicepresidente, siendo recomendado Moreno por las bases del Movimiento de Izquierda Revolucionaria y por Gustavo Larrea. Correa recibió bastante atención mediática por sus propuestas, despuntando rápidamente en la intención de votos y reconocimiento nacional a pesar de formar parte de un movimiento nuevo, llegando a la segunda vuelta.
Sus lemas de campaña fueron "La Patria Vuelve" y "Dale Correa" refiriéndose a los partidos y políticos tradicionales, usando frecuentemente una correa como castigo simbólico a los políticos en sus mítines políticos. Su cuña más recordada es la llamada "Ya Basta", en la que se representa a los diputados como payasos y disfraces, siendo el enfoque de la cuña la propuesta de convocar a una Asamblea Constituyente. En la campaña para la segunda vuelta su lema de campaña fue "Pasión por la Patria", Correa se enfocó en utilizar un discurso confrontativo en contra del sistema político, los partidos y políticos de la época, en particular contra su contrincante Álvaro Noboa, además de insistir en la necesidad de una revolución política inspirada en la Revolución Bolivariana de Venezuela, lo cual le permitió ganar holgadamente la presidencia.

### Álvaro Noboa - PRIAN, lista 7
Álvaro Noboa, empresario bananero, dueño de la mayor fortuna en el país, siendo su tercera postulación presidencial, por el Partido Renovador Institucional de Acción Nacional. Noboa utilizó el mismo discurso y estilo de campaña que en su candidatura anterior, presentándose como una figura mesiánica religiosa, denominándose como "enviado de Dios" para gobernar el país, rezando en sus mítines políticos y regalando víveres, colchones y electrodomésticos a la población de escasos recursos, teniendo su campaña mayor efectividad en la costa, en las provincias con mayor población, lo que le permitió ganar la primera vuelta por primera vez en su carrera política.
Su estilo e imagen política causó controversia en los medios de comunicación, siendo uno de los motivos por lo que su intención de voto se desplomó al acercarse a las elecciones, ya que fue considerado favorito en la etapa previa a la segunda vuelta.

### Gilmar Gutiérrez - Partido Sociedad Patriótica, lista 3
Gilmar Gutiérrez, exmilitar, diputado por Sociedad Patriótica y hermano del expresidente Lucio Gutiérrez. Su postulación fue inesperada, ya que el PSP tenía planeado postular al expresidente para un nuevo período, pero el Tribunal Supremo Electoral le retiró sus derechos políticos por 2 años por haber sido encarcelado y tener juicios pendientes.
Su candidatura no tuvo cobertura mediática, enfocando su campaña en los sectores rurales y pobres de las Sierra y Amazonía, teniendo un discurso en contra de los políticos tradicionales a quienes acusaba de haberle dado un golpe a Lucio Gutiérrez para retomar el poder, obteniendo sorpresivamente el tercer lugar. Inicialmente el PSP había logrado una alianza con el PRIAN para conformar un binomio, pero esta se rompió rápidamente.

### León Roldós - Izquierda Democrática - Red, Ética y Democracia, listas 12 - 29
León Roldós, exvicepresidente y candidato presidencial, se presentó por tercera y última vez como candidato esta vez por la debilitada Izquierda Democrática, auspiciando su candidatura en alianza con su movimiento propio: Red Ética y Democracia, dominando las encuestas e intención de voto en la etapa preelectoral al presentarse como un político serio y experimentando no relacionado con los gobiernos pasados, pero conforme fue emergiendo la figura de Rafael Correa, su discurso de reforma política fue debilitándose ante la población, no pudiendo crear una imagen de renovación y cambio político, además que su estilo formal debilitó su candidatura ante el populismo de Noboa y la campaña intensa y confrontativa de Correa.

### Cynthia Viteri - Partido Social Cristiano, lista 6
Cynthia Viteri, vicepresidenta del Congreso Nacional, representó al Partido Social Cristiano, siendo inesperada su candidatura, ya que se esperaba que el alcalde Jaime Nebot presente su tercera candidatura, pero ante su negativa, el partido presentó a Viteri con la aprobación de Nebot y Febres-Cordero. Su candidatura tuvo muchos contratiempos, siendo uno de estos que tuvo dificultades en escogar a su binomio, al rechazar la propuesta varios personajes públicos y políticos, siendo seleccionado Ernesto Dávalos, empresario sin historia política ni imagen pública.
Viteri trató de distanciarse de los dirigentes históricos del partido para presentar una imagen independiente, lo cual afecto su campaña, ya que para el final de la campaña electoral, perdió el apoyo de varios líderes del PSC, causando deserciones y divisiones en el partido, por lo que no tuvo mayor aceptación en el electorado y su intención de voto, que la colocaba detrás de Roldós en la etapa preelectoral fue desvaneciéndose, no pudiendo ganar en ninguna provincia.

## Sondeos de intención de voto

### Primera vuelta
| Fecha    | Encuestadora         | Álvaro Noboa | Rafael Correa | Gilmar Gutiérrez | León Roldós | Cynthia Viteri | Luis Macas | Fernando Rosero | Marco Proaño |
| -------- | -------------------- | ------------ | ------------- | ---------------- | ----------- | -------------- | ---------- | --------------- | ------------ |
| 20/02/06 | Consultar            | -            | -             | -                | 29%         | -              | -          | -               | -            |
| 20/02/06 | S.P. Investigaciones | -            | -             | -                | 26%         | -              | -          | -               | -            |
| 20/02/06 | CEDATOS              | 13%          | -             | -                | 21%         | -              | -          | -               | -            |
| 09/03/06 | Perfiles de Opinión  | 16%          | -             | -                | 22%         | 9,5%           | -          | -               | -            |
| 09/03/06 | Datanálisis          | 15,3%        | -             | -                | 27,4%       | 9,5%           | -          | -               | -            |
| 31/03/06 | CEDATOS              | 8%           | 6%            | -                | 22%         | 13%            | -          | -               | 5%           |
| 05/04/06 | CEDATOS              | 17%          | 7%            | -                | 22%         | 9%             | -          | -               | -            |
| 05/05/06 | CEDATOS              | 14%          | 9%            | -                | 23%         | 14%            | -          | -               | -            |
| 29/05/06 | Informe Confidencial | 16%          | 7%            | -                | 22%         | 13%            | -          | -               | -            |
| 28/08/06 | Market               | -            | 10.8%         | -                | 24,6%       | 13%            | -          | -               | -            |
| 06/09/06 | Market               | -            | 12%           | -                | 23,6%       | 13%            | -          | -               | -            |
| 06/09/06 | CEDATOS              | -            | 12%           | -                | 26%         | 17%            |            | -               | -            |
| 06/09/06 | Informe Confidencial | -            | 14%           | -                | 19%         | 15%            | -          | -               | -            |
| 16/09/06 | Informe Confidencial | 9%           | 22%           | 4%               | 20%         | 9%             | -          | 4%              | 2%           |
| 19/09/06 | CEDATOS              | 10%          | 19%           | 3%               | 20%         | 13%            | 1%         | 2%              | 2%           |
| 24/09/06 | CEDATOS              | 4%           | 33%           | 4%               | 22%         | 13%            | 1%         | 2%              | 1%           |
| 14/10/06 | CEDATOS              | 25,2%        | 31,1%         | -                | 19,1%       | 11,5%          | -          | -               | -            |
| 14/10/06 | Market               | 27%          | 28,4%         | -                | 18,4        | -              | -          | -               | -            |

### Segunda vuelta
| Fecha    | Encuestadora         | Rafael Correa | Álvaro Noboa |
| -------- | -------------------- | ------------- | ------------ |
| 20/10/06 | Consultar            | 28%           | 50%          |
| 26/10/06 | Informe Confidencial | 42%           | 58%          |
| 29/10/06 | Informe Confidencial | 32%           | 47%          |
| 04/11/06 | Market               | 30%           | 49%          |
| 04/11/06 | CEDATOS              | 34%           | 49%          |
| 05/11/06 | Consultar            | 34%           | 49%          |
| 16/11/06 | CEDATOS              | 48%           | 52%          |
| 17/11/06 | CEDATOS              | 38%           | 41%          |
| 18/11/06 | Market               | 41%           | 37%          |
| 24/11/06 | CEDATOS              | 52%           | 48%          |

## Sondeos de boca de urna

### Primera vuelta
| Fecha    | Encuestadora         | Álvaro Noboa | Rafael Correa | Gilmar Gutiérrez | León Roldós | Cynthia Viteri |
| -------- | -------------------- | ------------ | ------------- | ---------------- | ----------- | -------------- |
| 15/10/06 | CEDATOS              | 27,2%        | 25,4%         | 15%              | 13,6%       | 10,8%          |
| 15/10/06 | Informe Confidencial | 28,53%       | 26,51%        | 14,95%           | 15,59%      | 9,23%          |
| 15/10/06 | Market               | 28,23%       | 27,2%         | 13%              | 14,42%      | 9,95%          |

### Segunda vuelta
| Fecha    | Encuestadora | Rafael Correa | Álvaro Noboa |
| -------- | ------------ | ------------- | ------------ |
| 26/11/06 | CEDATOS      | 56%           | 43%          |
| 26/11/06 | Market       | 56,8%         | 43,2%        |

## Resultados
|  | 22.84 % |

|  | 56.67 % |

|  | 26.83 % |

|  | 43.33 % |

|  | 17.42 % |

|  | 14.84 % |

|  | 9.63 % |

|  | 2.19 % |

|  | 2.08 % |

|  | 1.42 % |

|  | 1.33 % |

|  | 0.46 % |

|  | 0.43 % |

|  | 0.28 % |

|  | 0.25 % |

|  | 100 % |

|  | 100 % |